# Eston Mulenga
Eston Mulenga (Lusaka, 7 agosto 1961 – Oceano Atlantico, 27 aprile 1993) è stato un calciatore zambiano, di ruolo centrocampista.

## Carriera

### Club
Giocò tutta la carriera in Zambia, dove riuscì nell'impresa di conquistare 4 campionati e 3 coppe nazionali.

### Nazionale
Partecipò alle Olimpiadi del 1988 e a due edizioni della Coppa d'Africa.

## Morte
Perì, assieme ai compagni di Nazionale, il 27 aprile 1993, coinvolto nel celebre disastro aereo dello Zambia.